# Pseudochiridiidae
Famille
Les Pseudochiridiidae sont une famille de pseudoscorpions.
Elle comporte douze espèces dans deux genres.

## Distribution
Les espèces de cette famille se rencontrent en Afrique, en Asie, en Amérique et en Océanie.

## Liste des genres
Selon Pseudoscorpions of the World (version 3.0) :
- Paracheiridium Vachon, 1938
- Pseudochiridium With, 1906

## Publication originale
- Chamberlin, 1923 : New and little known pseudoscorpions, principally from the islands and adjacent shores of the Gulf of California. Proceedings of the California Academy of Sciences, sér. 4, vol. 12, no 17, p. 353-387 (texte intégral).